# 走れ! ピンク・レディー
『走れ! ピンク・レディー』（はしれ ピンク・レディー）は、1978年10月5日から1979年3月29日までテレビ朝日系列局で放送されていたテレビ朝日製作のバラエティ番組である。雪印乳業（現・雪印メグミルク）の一社提供。放送時間は毎週木曜 19:30 - 20:00 （日本標準時）。

## 概要
『気になる季節』の終了から半年ぶりに同系列局で放送されたピンク・レディーメインの番組。彼女たちの個性を引き出すことをコンセプトにしていたが、番組の主人公は「モンピー」という2人をイメージした猿の着ぐるみ2体であった（声はピンク・レディーがそれぞれ担当）。さらにゲストも着ぐるみで登場することが多かった。
番組は、ピンク・レディーが出演するドラマコーナー「動物家族」と、彼女たちが子供たちからの質問に答えるコーナー「子供動物質問箱」などで構成されていた。ピンク・レディーのヒット曲紹介時には、モンピーが2人と一緒に踊っていた。

## スタッフ
- 作・構成：松原敏春
- 演出：緒方陽一（NP企画）
- プロデューサー：皇達也（テレビ朝日）、相馬一比呂（T&C）

## ネット局
放送対象地域・局名・系列は放送当時のものを記載。
| 放送対象地域   | 放送局             | 系列                          | 放送日時                               | 備考                       |
| -------------- | ------------------ | ----------------------------- | -------------------------------------- | -------------------------- |
| 関東広域圏     | テレビ朝日         | テレビ朝日系列                | 木曜 19:30 - 20:00                     | 製作局                     |
| 北海道         | 北海道テレビ       | テレビ朝日系列                | 木曜 19:30 - 20:00                     | 同時ネット                 |
| 宮城県         | 東日本放送         | テレビ朝日系列                | 木曜 19:30 - 20:00                     | 同時ネット                 |
| 中京広域圏     | 名古屋テレビ       | テレビ朝日系列                | 木曜 19:30 - 20:00                     | 同時ネット                 |
| 近畿広域圏     | 朝日放送           | テレビ朝日系列                | 木曜 19:30 - 20:00                     | 同時ネット                 |
| 広島県         | 広島ホームテレビ   | テレビ朝日系列                | 木曜 19:30 - 20:00                     | 同時ネット                 |
| 香川県         | 瀬戸内海放送       | テレビ朝日系列                | 木曜 19:30 - 20:00                     | 同時ネット                 |
| 福岡県         | 九州朝日放送       | テレビ朝日系列                | 木曜 19:30 - 20:00                     | 同時ネット                 |
| 静岡県         | 静岡けんみんテレビ | 日本テレビ系列 テレビ朝日系列 | 金曜 19:00 - 19:30 →土曜 15:30 - 16:00 | 遅れネット                 |
| 鳥取県・島根県 | 日本海テレビ       | 日本テレビ系列                | 土曜 10:00 - 10:30                     | 遅れネット                 |
| 福井県         | 福井放送           | 日本テレビ系列                | 日曜 10:00 - 10:30                     | 1979年4月1日まで遅れネット |
| 山口県         | 山口放送           | 日本テレビ系列                | 日曜 10:00 - 10:30                     | 遅れネット                 |

## 後日談
本番組が終了して32年9か月後の2012年1月7日に同局で放送された『徹子&羽鳥が初タッグ あの真相全て聞きます ザ・プレミアムトーク』で、番組の一部が放送された。だが同番組にゲスト出演したピンク・レディーの増田惠子は、当時の事を覚えていなかった。